# Tiurana
Tiurana és una vila i municipi de Catalunya situat a la comarca de la Noguera, al Segre Mitjà. Oficialment inaugurat el 2007, el poble hereta el nom de l'antiga vila de Tiurana, que va haver d'abandonar-se el 1999 per permetre la inundació del pantà de Rialb.

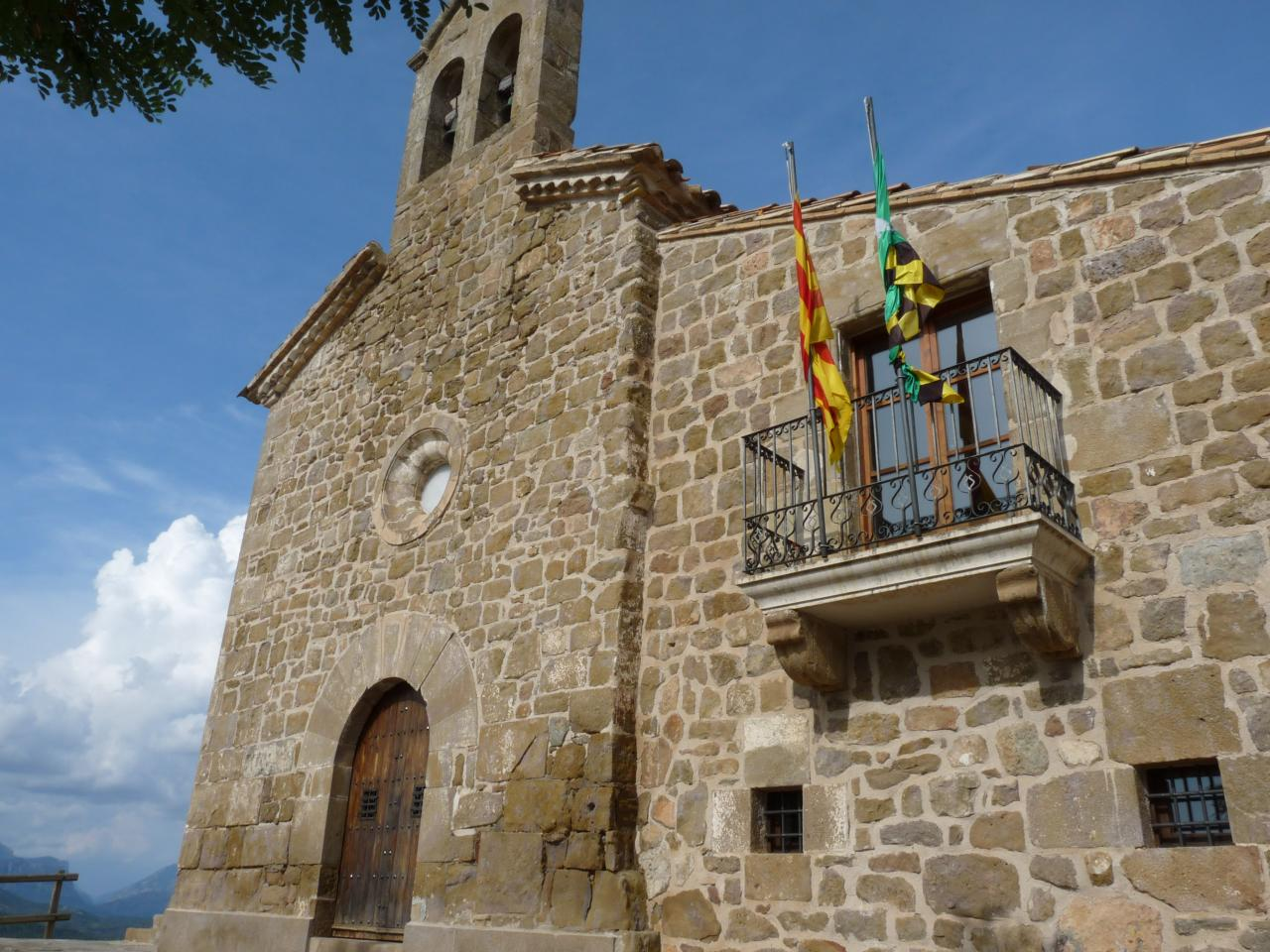
Església de la Mare de Déu de Solers (s.)

## Història

### Edat romana i medieval
Etimològicament, el topònim Tiurana sembla provenir de l'antropònim llatí Tiberiana, gentilici derivat de Tiberius, nom propi de persona. La seva interpretació podria vincular-se a la possible existència, durant el període romà, d'una "villa tiberiana": la vila d'en Tiberi, les terres o la propietat d'en Tiberi; o bé correspon senzillament a l'antropònim sol: Tiberiana.
Com a mesura preventiva contra tota afirmació massa dogmàtica i poc fonamentada documentalment, ens abstindrem de formular altres hipòtesis sobre l'origen d'aquest topònim.
A l'època medieval, el procés de formació del domini temporal de la canònica d'Urgell a la zona limítrofa de l'Alt Urgell i la Noguera i, concretament, a Tiurana, degué iniciar-se a principi de segle xi. Des de l'any 1042 consta que l'església d'Urgell posseïa el castell de la Clua (al municipi de Bassella) el qual limitava a ponent amb el castell de Vilaplana. Pel context hem de creure que la canònica i la mitra d'Urgell havien adquirit també els dominis dels llocs de Vilaplana i del Pla de Tiurana, a les ribes dreta i esquerra del riu Segre, respectivament, on hi hauria un hàbitat dispers, en masos, propietat de dita canònica i del noble Bertran de Vallferosa. Abans de l'any 1171, "la malícia dels homes dolents destruí els masos de la canònica i de Bertran de Vallferosa" i, versemblantment, les seves explotacions agropecuàries. Per tal de solucionar la situació de ruïna, el bisbe Arnau de Preixens (1167-1195) i el noble al·ludit acordaren comunament ("convernimus inter nos", diuen) reunir el masos dispersos en un lloc nou: Tiurana, on es construirà la vila i es protegiria amb murs i valls a fi que els seus moradors hi poguessin viure segurs i tenir-hi i posseir-hi les seves coses. Es tractava, per tant, d'una espècie de carta de poblament on hi havia el determini del senyor (o senyors) d'assentar o garantir l'assentament d'uns habitants, que havien de formar el nucli rural de Tiurana, tot i que en dit document hi manca l'aspecte normatiu que fa referència al pobladors, les condicions i les garanties.
El pacte o convinença marca i distingeix el doble domini de la canònica per una part i del noble per altra. Els eclesiàstics tindran en propi i franc alou les seves cases i les dels pagesos, així com el celler, les cases del seu batlle i l'espai on hi havia els seus masos. En aquest espai i en la part de la nova vila que correspon a l'església d'Urgell, Bertran de Vallferosa ni hi tindria cap domini ni facultats coercitives derivades de l'aplicació i administració de la justícia ("districtum") del castlà del veí castell de La Clua d'Aguilar.
Els masos i les cases de Bertran de Vallferosa els posseiria aquest, lliurement i sense cap intervenció del bisbe i del clergues d'Urgell. Ambdues parts es comprometeren a no fer-se cap d'anys en la part corresponent de la nova vila. Aquest fou l'origen de Tiurana com a poble.

### La Tiurana vella
De feia anys la vila estava condemnada a desaparèixer sota les aigües, i el 1995 s'inicià a poc a poc el seu desallotjament. Així fou com el poble perdé més del 90% de la seva població d'un any per l'altre. Quatre anys més tard començà la retenció de l'aigua del Segre per l'embassament de Rialb, i el mateix any s'enderrocaren les cases del poble.
El nucli antic de la vila, el formaven el carrer Major, en part porticat, una plaça, la del Pou, i uns carrers transversals. En un extrem del carrer Major, es mantenia un dels antics portals, del segle xv, resta de quan la vila era murallada. En aquest carrer hi havia antics casalots de pedra picada, que en les seves portalades tenien gravades les dates de construcció, moltes eren dels segles XVII i XVIII.
Arran del poble hi passava la carretera C-1313, la que de Lleida anava a la Seu d'Urgell, però a conseqüència de la construcció del presa de Rialb, fou desviada, i ara passa prop de la part alta de la serra del Pubill.
La seva horta, ara sota l'aigua, era regada per un canalet, que agafava les aigües del Segre, un xic més amunt de la masia de la Vetlla, antiga fàbrica d'electricitat, que anys enrere havia donat llum a Tiurana.
Un campanar d'espadanya, de quatre ulls, coronava la gran façana de pedra llisa, de belles proporcions.
Les festes i aplec que el poble celebrava al llarg de l'any eren: 
- L'aplec a l'ermita de la Mare de Déu de Solers, pel dilluns de Pasqua.
- El 16 d'agost, dia de Sant Roc, aplec a l'església de Miralpeix.
- El segon diumenge d'agost, se celebrava la Festa del Roser, amb processó solemne pels carrers de la vila, benedicció, durant la missa, dels tradicionals redortons, una mena de tortells, on es col·locava una rosa. Aquest pastissos eren distribuïts per les priores, a totes les cases del poble, després de dinar.
- El dia 8 de setembre, Nativitat de la Mare de Déu, es pujava altre cop a l'ermita de Solers, per donar gràcies per la collita. Anys enrere, aquest dia era el de la Festa Major, ara se celebra el primer diumenge de setembre.

### La nova Tiurana
Actualment, a l'entorn del santuari de la Mare de Déu de Solers, s'ha construït la nova vila, on s'han traslladat el cementiri i alguns elements arquitectònics més destacats de l'antic poble.
A partir de 2003, a poc a poc, s'han anat construint cases, i en l'actualitat ja configuren una plaça i un carrer. L'ajuntament, està adossat a l'edifici del santuari de Solers, i al seu costat hi ha el cementiri, que fou traslladat, de l'antic fossar del poble. Aquí s'alça la façana de l'antiga parròquia de Sant Pere de Tiurana.
A la plaça, d'aquesta nova Tiurana, hi ha la vella font de 1865, que es coneix com el Pou, i al seu costat, s'ha col·locat una escultura en moviment, obra de l'escultor alemany, Christian Tobin. Es tracta de tres columnes rectangulars, d'uns tres metres, que en la part superior tenen uns blocs de pedra, també rectangular, que es mouen gràcies a la força de l'aigua. Un monument força curiós i interessant. Fou inaugurat el 3 de setembre de 2006.
Actualment la nova Tiurana té més de seixanta veïns empadronats. El destí va fer que el poble del pla desaparegués sota l'aigua, però els seus habitants, fidels els seus orígens, no han volgut abandonar aquests paratges, una mostra de fidelitat a la terra que els va veure néixer.

## Geografia
- Llista de topònims de Tiurana (Orografia: muntanyes, serres, collades, indrets..; hidrografia: rius, fonts...; edificis: cases, masies, esglésies, etc).

## Demografia
| Entitat de població | Habitants (2023) |
| Tiurana             | 67               |
| Miralpeix           | 0                |
| Font: Idescat       |                  |

| 1497 f | 1515 f | 1553 f | 1717 | 1787 | 1857 | 1877 | 1887 | 1900 | 1910 |
| ------ | ------ | ------ | ---- | ---- | ---- | ---- | ---- | ---- | ---- |
| 30     | 43     | 29     | 221  | 213  | 556  | 474  | 495  | 471  | 472  |

| 1920 | 1930 | 1940 | 1950 | 1960 | 1970 | 1981 | 1990 | 1992 | 1994 |
| ---- | ---- | ---- | ---- | ---- | ---- | ---- | ---- | ---- | ---- |
| 418  | 377  | 404  | 367  | 292  | 214  | 195  | 231  | 230  | 230  |

| 1996 | 1998 | 2000 | 2002 | 2004 | 2006 | 2008 | 2010 | 2012 | 2014 |
| ---- | ---- | ---- | ---- | ---- | ---- | ---- | ---- | ---- | ---- |
| 22   | 23   | 23   | 32   | 37   | 48   | 78   | 81   | 80   | 76   |

| 2016 | 2018 | 2020 | 2022 | 2024 | 2026 | 2028 | 2030 | 2032 | 2034 |
| ---- | ---- | ---- | ---- | ---- | ---- | ---- | ---- | ---- | ---- |
| 73   | 74   | 77   | 71   | 66   | -    | -    | -    | -    | -    |